# Игнота Плавция
Игнота Плавция (на латински: Ignota Plautia) е майка на Авидия Плавция, която става съпруга на римския император Луций Елий.

## Биография
Игнота Плавция е благородничка от Фавенция от фамилията Плавции.
Омъжва се първо за Луций Цейоний Комод (консул 106 г.), а след това за Гай Авидий Нигрин (суфектконсул 110 г.), който е от фамилията Авидии от Фавенция. Той е син на Гай Авидий Нигрин (проконсул на Ахея по времето на Домициан) и брат на Тит Авидий Квиет (суфектконсул 93 г., управител на Ахея и на Британия 98 г.). Нигрин е приятел с Траян и през 105 г. служи като трибун и легат в Ахея, след това е управител на Гърция. Фамилията има връзки с Гърция и е сприятелена с гръцкия историк Плутарх, с римския сенатор Плиний Млади и с римския император Траян и неговата фамилия.
С Нигрин Игнота Плавция има дъщеря Авидия Плавция която става съпруга на римския император Луций Елий. Нигрин умира през 118 г.
Игнота Плавция се омъжва за Секст Ветулен Цивика Цериал, консул през 106 г. заедно с първия ѝ съпруг. С него има син Марк Ветулен Цивика Барбар (консул 157 г.) и заварен син Секст Ветулен Цивика Помпеян (консул 136 г.).
Игнота Плавция е баба на император Луций Вер, принц Гай Авидий Цейоний Комод и на принцесите Цейония Фабия и Цейония Плавция.
1. ↑  books.google.se